# Bauhinia bracteata
Bauhinia bracteata är en ärtväxtart som först beskrevs av George Bentham, och fick sitt nu gällande namn av John Gilbert Baker. Bauhinia bracteata ingår i släktet Bauhinia och familjen ärtväxter.

## Underarter
Arten delas in i följande underarter:
- B. b. astylosa
- B. b. bracteata